# Кара-Даш (Марказі)
Кара-Даш (перс. قره داش) — село в Ірані, у дегестані Мальмір, у бахші Сарбанд, шагрестані Шазанд остану Марказі. За даними перепису 2006 року, його населення становило 33 особи, що проживали у складі 10 сімей.

## Клімат
Середня річна температура становить 10,14 °C, середня максимальна – 29,30 °C, а середня мінімальна – -12,52 °C. Середня річна кількість опадів – 292 мм.
| Клімат поселення                              | Клімат поселення | Клімат поселення | Клімат поселення | Клімат поселення | Клімат поселення | Клімат поселення | Клімат поселення | Клімат поселення | Клімат поселення | Клімат поселення | Клімат поселення | Клімат поселення | Клімат поселення |
| Показник                                      | Січ.             | Лют.             | Бер.             | Квіт.            | Трав.            | Черв.            | Лип.             | Серп.            | Вер.             | Жовт.            | Лист.            | Груд.            |                  |
| Середній максимум, °C                         | 4,76             | 6,90             | 10,72            | 17,56            | 22,75            | 27,61            | 29,09            | 29,30            | 24,33            | 18,06            | 11,44            | 6,18             |                  |
| Середня температура, °C                       | −3,88            | −1,75            | 2,08             | 8,91             | 14,12            | 18,95            | 23,23            | 23,44            | 18,47            | 12,20            | 5,57             | 0,33             |                  |
| Середній мінімум, °C                          | −12,52           | −10,4            | −6,57            | 0,28             | 5,46             | 10,31            | 17,37            | 17,57            | 12,62            | 6,33             | −0,29            | −5,53            |                  |
| Норма опадів, мм                              | 45               | 40               | 54               | 40               | 33               | 7                | 1                | 1                | 0                | 6                | 26               | 39               |                  |
| Середньомісячна швидкість вітру, м/с          | 1.26             | 2.24             | 2.90             | 2.80             | 2.38             | 2.25             | 2.18             | 2.05             | 2.14             | 1.89             | 1.87             | 1.20             |                  |
| Середньомісячна сонячна радіація, кДж/м²·день | 9511             | 12620            | 15161            | 18443            | 22502            | 27076            | 26023            | 24315            | 21494            | 16066            | 11266            | 9258             |                  |
| --------------------------------------------- | ---------------- | ---------------- | ---------------- | ---------------- | ---------------- | ---------------- | ---------------- | ---------------- | ---------------- | ---------------- | ---------------- | ---------------- | ---------------- |
| Джерело:                                      |                  |                  |                  |                  |                  |                  |                  |                  |                  |                  |                  |                  |                  |